# スゥーワーサム
スゥーワーサム（sewer sam）とは、東芝EMI（現：EMIミュージック・ジャパン）より1984年に発売されたMSX用ゲーム。

## 概要
ガールフレンドとのデートに向かう途中、彼女のもとまであと1歩のところで主人公はマンホールに転落する。
マンホールの中は迷路になっており、行く手をモンスターや潜水艦が遮る。
主人公は無事に出口を見つけ、再び彼女の元へ辿りつけるのか。